# Michele Šego
Michele Šego, né le 5 août 2000 à Split en Croatie, est un footballeur croate qui joue au poste d'ailier droit au NK Varaždin.

## Biographie

### En club
Né à Split en Croatie, Michele Šego commence le football avec le NK Omladinac Vranjic (en) puis le NK Adriatic Split (hr), avant d'être formé par le Hajduk Split. Il fait sa première apparition en équipe première en jouant son premier match le 11 février 2018, en entrant en jeu à la place de Frank Ohandza lors d'une rencontre de championnat face au HNK Cibalia. Son équipe s'impose jour-là sur le score de cinq buts à zéro.
Le 9 janvier 2019, Šego prolonge son contrat avec l'Hajduk Split jusqu'en juin 2022.
Le 23 janvier 2020, Michele Šego est prêté jusqu'à la fin de la saison au NK Slaven Belupo.
En juillet 2022 il rejoint définitivement le NK Varaždin.

### En sélection
Avec l'équipe de Croatie des moins de 19 ans, Michele Šego participe au total à treize matchs entre 2017 et 2019, pour un but marqué.
Michele Šego joue son premier match avec l'équipe de Croatie espoirs le 23 septembre 2022 contre le Danemark. Titularisé au poste d'ailier gauche, il délivre une passe décisive pour Dion Drena Beljo et son équipe s'impose par deux buts à un.